# Dominic Callori
Dominic Callori (Sacramento, 5 maggio 1980) è un ex cestista statunitense con cittadinanza italiana.

## Carriera
La sua ultima esperienza professionistica risale al 2007, quando all'età di 27 anni si fermò dopo i due anni a Caserta per poter curare in tempo una forma di cheratocono a entrambi gli occhi. Ristabilitosi dopo circa un anno, ha intrapreso altre attività lavorative.